# Opredelitel' Rastenii Srednei Azii
Opredelitel' Rastenii Srednei Azii (abreviado Opred. Rast. Sred. Azii) fue una revistas con ilustraciones y descripciones botánicas que fue editada en Taskent en los años 1968 hasta 1993. Se publicaron 10 números con el nombre de Opredelitel’ rasteniĭ Sredneĭ Azii. Kriticheskiĭ Konspekt Flory, subtitulada en latín Conspectus Florae Asiae Mediae.